# Toza
Toza es un corregimiento del distrito de Natá en la provincia de Coclé, República de Panamá. La localidad tiene 2.071 habitantes (2010).